# Galdesanden
Galdesanden is een plaats bij het Bøverdal behorende bij de gemeente Lom in de Noorse provincie Innlandet.
Het ligt aan de RV 55, de Sognefjellsweg, in Jotunheimen.